# Gare de Kunming-Nord
La gare de Kunming-Nord (chinois : 昆明北站 ; pinyin : kūnmíng běi zhàn) est une gare ferroviaire située à Kunming, capitale de la province du Yunnan en République populaire de Chine.
Elle relie la gare de Lao Cai, au Viêt Nam, via la gare de Bisezhai, construite par des français au début du XXe siècle, une gare importante entre les années 1910 et 1940 dans les échanges de marchandise vers le Vietnam.

## Musée du chemin de fer du Yunnan
Elle abrite aujourd'hui le Musée du chemin de fer du Yunnan (zh) (云南铁路博物馆).